# Giáo hội Giám nhiệm (Hoa Kỳ)

Huy hiệu của giáo hội

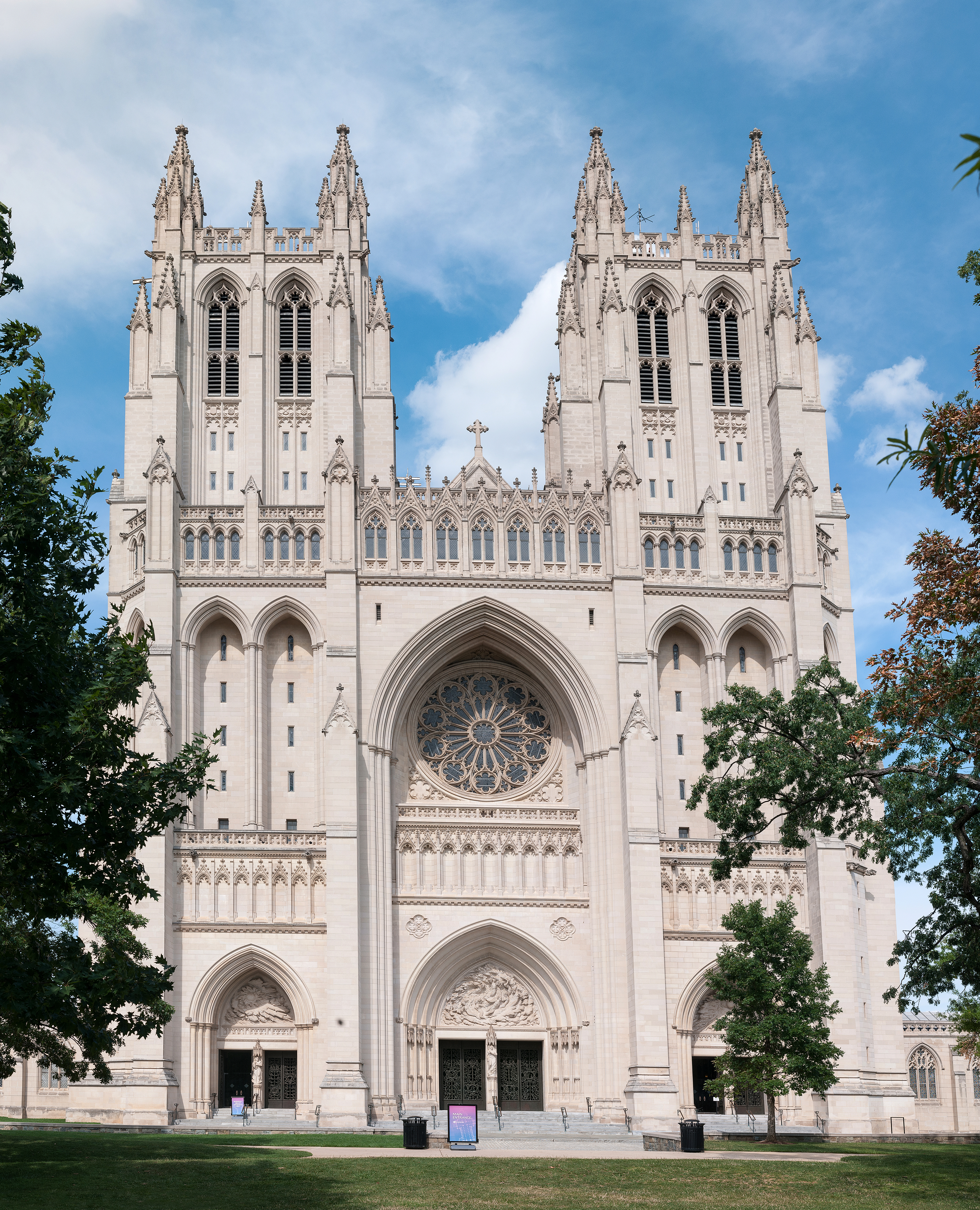
Nhà thờ chính tòa Thánh Phêrô và Thánh Phaolô ở Washington, D.C. thường được gọi là Nhà thờ Chính tòa Quốc gia.

Giáo hội Giám nhiệm (tiếng Anh: The Episcopal Church, viết tắt: TEC) tại Hoa Kỳ là một thành viên của Khối Hiệp thông Anh giáo. Đây là một giáo hội Kháng Cách chính tuyến và được chia thành 9 giáo tỉnh.
Giáo hội được cấu trúc lại theo sau Cách mạng Mỹ với việc phân ly khỏi Giáo hội Anh vốn yêu cầu giáo sĩ phải tuyên thệ Quân chủ Anh Quốc là Người Quản trị Tối thượng của Giáo hội Anh. Giáo hội Giám nhiệm coi mình là "Kháng Cách, nhưng Công giáo", và tự nhận có tính tông truyền. Sách Cầu nguyện Chung có vai trò thiết yếu trong phụng vụ Giám nhiệm cũng như trong các Giáo hội Anh giáo khác.
Về mặt lịch sử, các thành viên của Giáo hội đã đóng vai trò lãnh đạo trong nhiều lĩnh vực của đời sống Mỹ, bao gồm chính trị, kinh doanh, khoa học, nghệ thuật, và giáo dục. Giáo hội Giám nhiệm tích cực tham gia vào phong trào Phúc âm Xã hội cuối thế kỷ 19, đầu thế kỷ 20. Kể từ các thập niên 1960 và 1970, giáo hội ngả theo chiều hướng thần học tự do và thần học cấp tiến. Điều này dẫn tới các chia rẽ nội bộ; một số thành viên và giáo xứ đã rời bỏ giáo hội để tham gia thành lập phong trào Anh giáo Tiếp diễn (Continuing Anglican movement), và gần đây là Giáo hội Anh giáo tại Bắc Mỹ.